# Eduard Hudák
Eduard Hudák (* 11. září 1945) je bývalý slovenský fotbalista, útočník.

## Fotbalová kariéra
V československé lize hrál za Lokomotívu Košice. Nastoupil v 15 ligových utkáních. Gól v lize nedal.

## Ligová bilance
| Ročník                                   | Zápasy | Góly | Klub              |
| ---------------------------------------- | ------ | ---- | ----------------- |
| 1. československá fotbalová liga 1966/67 | 14     | 0    | Lokomotíva Košice |
| 1. československá fotbalová liga 1967/68 | 1      | 0    | Lokomotíva Košice |
| CELKEM                                   | 15     | 0    |                   |